# جيفري جيبسون
جيفري جيبسون (بالإنجليزية: Jeffrey Gibson)‏ هو رسام أمريكي، ولد في 31 مارس 1972 في كولورادو في الولايات المتحدة.

## وصلات خارجية
- الموقع الرسمي